# Johannes Christiaan Schotel
Johannes Christiaan Schotel, född den 11 november 1787 i Dordrecht, död där den 22 december 1838, var en holländsk marinmålare, far till Jacobus och Petrus Johannes Schotel.
Schotel var elev av Martinus Schouman, tillsammans med vilken han målade Fransmännens återtåg från Dordrecht 1814 och Holländarnas och engelsmännens bombardemang av Alger 1816. Själv målade han med stor framgång en mängd sjöstycken, såsom Kustbild (Amsterdams Rijksmuseum), Fiskarkojor och dylikt (Amsterdam). Utom i Holland finnas flera av Schotels tavlor i andra europeiska gallerier. Han var ledamot av bland annat Amsterdams akademi. Sonen Jacobus Schotel skrev "Leven van den zeeschilder Johannes Christiaan Schotel" (1840). 